# تاریخ‌نگاری انتقادی
تاریخ‌نگاری انتقادی با رویکرد منتقدانه نسبت به سیاست‌های جنگ طلبانه آمریکا پس از جنگ جهانی دوم شکل گرفت. مورخان این مکتب، کاربست نظریه مرد بزرگ  تاریخ آمریکا را به خصوص در مورد رویکرد فایده گرایانه اقتصادی رؤسای جمهور آمریکا مورد نقد و نفی قرار دادند. تاریخ انتقادی سبب الهام گیری جنبش سیاسی چپ نو شد اما چپ نو رویکردهای این نوع تاریخ‌نگاری را رد می‌کند. از پژوهندگان و مورخان سرشناس این مکتب تاریخ‌نگاری می‌توان به ریچارد هوفستادر، لوییس هارتز، دانیل بورستین اشاره کرد.

## وجه تسمیه
جان هایگم عنوان تاریخ اجماعی را برای این سبک تاریخ‌نگاری برگزید زیرا تثبیت کردن سیاست‌های جنگ طلبانه آمریکا اجماع نظر داشتند.